# 284-я стрелковая дивизия (2-го формирования)
284-я стрелковая дивизия (2-го формирования) — воинское соединение Красной армии, сформированное на территории СибВО в 1941 году. 1 марта 1943 года преобразована в 79-ю гвардейскую стрелковую дивизию.

## Полное действительное наименование
284-я стрелковая Краснознамённая дивизия

## История

### Боевой путь
- Сформирована в декабре 1941 года в Томске как 443-я стрелковая дивизия.
- В январе 1942 года переименована в 284-ю стрелковую дивизию.
- До середины апреля 1942 занималась боевой подготовкой и слаживанием подразделений и частей в Сибирском ВО.
- В период с 28 марта по 26 апреля 1942 года находилась в пути движения и 28 апреля прибыла в район Русский Брод и вошла в состав Брянского фронта, где вела оборонительные бои на воронежском направлении. Впервые вступила в бой 1 июля 1942 в районе Касторное. Отбивая атаки 2 дивизий противника, воины-сибиряки в течение З суток стойко удерживали полосу обороны. Своими активными и упорными действиями части дивизии задержали продвижение противника на воронежском направлении и обеспечили организованный отход соседних соединений и занятие ими обороны на р. Дон. В схватках с фашистами воины дивизии показали мужество, стойкость и воинское мастерство.[1]
- 2 августа 284-я стрелковая дивизия была выведена в резерв и направлена в город Красноуфимск Свердловской области, на отдых и пополнение, в её состав вошло 2500 кадровых моряков Тихоокеанского флота.
- 17 сентября 1942 года на основании приказа НКО СССР и директивы Генерального штаба Красной Армии № 42/64 — дивизия срочно перебрасывается комбинированным маршем в район Средняя Ахтуба и поступает в состав Юго-Восточного фронта сосредоточившись в лесах в районе Заря, Красная Слобода, Хутор Бурковский.[2]
- Перед началом переправы командир дивизии доложил командующему 62-й армией:

 «О своей дивизии Батюк доложил: укомплектована и вооружена хорошо, численный состав – десять тысяч, в том числе три тысячи матросов с Тихого океана, Балтики и Чёрного моря (среди черноморцев были и участники обороны Одессы). Перед последним переформированием  дивизия отличилась под Касторной….

 Армия получила превосходную, выдающуюся по стойкости и боевому упорству дивизию, которая в битве за Сталинград заслужила гвардейское Знамя.»
— Крылов Н.И. «Сталинградский рубеж». Издание второе, стр. 164 -  М.: Воениздат, 1984
В ночь на 21 сентября 1942 года через Волгу переправился 1045 стрелковый полк под командой подполковника Тимошкина, первый полк из состава дивизии. Дивизия была включена в состав 62-й армии Юго-Восточного (с 28 сентября — Сталинградского, с 1 января 1943 — Донского) фронта.
В конце сентября 1942 года дивизия заняла на левом берегу Волги рубеж: овраг Банный — Мамаев курган — овраг Долгий. Жестокие и кровопролитные бои продолжались 137 дней и ночей. 

«За Мамаев курган …больше всего сражалась славная четырежды орденоносная гвардейская дивизия Батюка. Полки этой дивизии прибыли на правый берег 21 сентября и 22 сентября уже вступили в бой на рубеже оврага Долгий. Потом дивизия как бы вросла в Мамаев курган, в его отроги, и сражалась на нём до конца, до соединения 26 января 1943 года с Донским фронтом….

Эта дивизия воспитала воинов, о которых знали не только все сталинградцы, но и вся страна: командир батареи, знаменитый истребитель танков Шуклин; командир миномётной батареи, мины которой не попадали мимо цели, — Бездидько; знаменитые снайперы — Василий Зайцев, Виктор Медведев, Ахмет Авзалов и много, много других солдат и офицеров — героев Сталинградской битвы …..

Боевой коллектив командиров и политработников этой дивизии прошёл через Касторную, Сталинград, Запорожье и Одессу, через Люблин, Познань и победоносно завершил боевой поход в Берлине.»
— Чуйков В. И. «Начало пути».стр. 298-299 -  М.: Воениздат, 1962 г.
- 8 февраля 1943 года она была награждена орденом Красного Знамени и 1 марта 1943 года преобразована в 79-ю гвардейскую Краснознамённую стрелковую дивизию.

## Награды дивизии
- 8 февраля 1943 года —  Орден Красного Знамени — награждена указом Президиума Верховного Совета СССР за образцовое выполнение боевых заданий командования на фронте борьбы с немецкими захватчиками и проявленные при этом доблесть и мужество.[3] (в боях за оборону Сталинграда ?)

## Подчинение
| Дата               | Фронт (округ)                               | Армия      | Примечания |
| ------------------ | ------------------------------------------- | ---------- | ---------- |
| 01.01.1942 года    | Сибирский военный округ                     | -          | -          |
| 01.02.1942 года    | Сибирский военный округ                     | -          | -          |
| 01.03.1942 года    | Сибирский военный округ                     | -          | -          |
| 01.04.1942 года    | Резерв Ставки Верховного Главнокомандования | -          | -          |
| 01.05.1942 года    | Брянский фронт                              | -          | -          |
| 01.06.1942 года    | Брянский фронт                              | -          | -          |
| 01.07.1942 года    | Брянский фронт                              | -          | -          |
| 01.08.1942 года    | Брянский фронт                              | -          | -          |
| сентябрь 1942 года | Юго-Восточный фронт                         | 62-я армия | -          |
| 01.10.1942 года    | Сталинградский фронт                        | 62-я армия | -          |
| 01.11.1942 года    | Сталинградский фронт                        | 62-я армия | -          |
| 01.12.1942 года    | Сталинградский фронт                        | 62 армия   | -          |
| 01.01.1943 года    | Донской фронт                               | 62-я армия | -          |
| 01.02.1943 года    | Донской фронт                               | 62-я армия | -          |
| 01.03.1943 года    | Резерв Ставки Верховного Главнокомандования | 62-я армия | -          |

### Преемники
- 79-я гвардейская стрелковая дивизия
- 20-я гвардейская механизированная Запорожская ордена Ленина Краснознамённая орденов Суворова и Богдана Хмельницкого дивизия
- 27-я гвардейская танковая дивизия
- 79-я гвардейская танковая дивизия

## Командование
- Дивизией командовали:
- Остроумов, Сергей Александрович (15.12.1941 — 26.02.1942), комбриг
- Батюк, Николай Филиппович (27.02.1942 — 28.07.1943), генерал-майор
[4].

«Несколько слов о командире … дивизии Николае Филипповиче Батюке. Он прибыл в город подполковником, а уехал из него после разгрома армии Паулюса генералом. В этом командире особенно хорошо сочетались три неоценимых качества: командирская настойчивость, храбрость и партийность. Он умел быть строгим и справедливым, его боялись и любили; он часто был на виду у своих солдат. У него были больные ноги, порой он еле передвигался, но он не отсиживался в землянке: на передний край, на свои наблюдательные пункты он уходил с палочкой, а возвращался в свою землянку на плечах адъютанта, причем только ночью, что бы никто этого не видел. Свою болезнь Батюк всячески скрывал, и я узнал об этом только в январе, когда он уже совсем не мог передвигаться без посторонней помощи. Он не стеснялся сказать любому начальнику и подчинённому правду в глаза, даже если она была и горька. Его доклады не требовали уточнений и проверки, они всегда были правдивы.

Генерал Батюк не дошёл … до Берлина. Его жизнь оборвалась на Украине, около Славянска… Он … был душой сражения за Мамаев курган, за город на Волге.»
— Чуйков В.И. «Начало пути»Издание второе, исправленное и дополненное,стр. 298-299 -  М.: Воениздат, 1962

### Состав
- 1043, 1045 и 1047 стрелковые полки,
- 820 артиллерийский полк,
- 334 отдельный истребительно-противотанковый дивизион,
- 353 отдельная разведывательная рота,
- 589 отдельный сапёрный батальон,
- 754 отдельный батальон связи (185 отдельная рота связи),
- 338 медико-санитарный батальон,
- 387 отдельная рота химической защиты,
- 724 автотранспортная рота,
- 430 полевая хлебопекарня,
- 895 дивизионный ветеринарный лазарет,
- 1691 полевая почтовая станция,
- 614 полевая касса Госбанка.

Периоды вхождения в состав Действующей армии:
- 16.4.1942-2.8.1942;
- 17.9.1942-5.2.1943.

Перечень № 5 Стрелковых, горнострелковых, мотострелковых и моторизованных дивизий, входивших в состав действующей армии в годы Великой Отечественной войны 1941—1945 гг. / А. П. Покровский. — М.: Министерство обороны, 1956. — 218 с.

## Отличившиеся воины
- Зайцев, Василий Григорьевич, младший лейтенант, снайпер 1047 стрелкового полка. Указ Президиума Верховного Совета СССР от 22.02.1943 года.
- Некрасов, Виктор Платонович, старший лейтенант, полковой инженер 1047-го стрелкового полка 284 стрелковой дивизии, позднее русский советский писатель, автор повести «В окопах Сталинграда».
- Шуклин, Илья Захарович, старший лейтенант, командир батареи 820-го артиллерийского полка. Указ Президиума Верховного Совета СССР от 26.10.1943 года. Погиб в бою 21.07.1943 года.
 Приказом Министра Обороны СССР И. З. Шуклин навечно зачислен в списки 172-го гвардейского самоходного артиллерийского полка 79 гвардейской танковой дивизии.

## Память
- У́лица имени 79-й Гварде́йской Диви́зии находится в Октябрьском и Ленинском районах г. Томска.
- музей боевой славы при школе № 34 г. Томска.
- Утраченный деревянный памятник в Сталинграде на могиле командиров 1047 сп 284 сд, погибших в боях за Мамаев курган. IX.1942 — II.1943 Автором памятника был Виктор Некрасов[5].